# باسیل (لوئیزیانا)
باسیل (به انگلیسی: Basile) شهری در ایالت لوئیزیانا کشور ایالات متحده آمریکا است که جمعیت آن در سرشماری سال ۲۰۱۰ میلادی، ۱٬۸۲۱ نفر بوده‌است.